# كأس إيطاليا 2002–03
كأس إيطاليا 2002–03 (بالإيطالية: Coppa Italia 2002-2003)‏ هو الموسم 56 من كأس إيطاليا. أشرف على تنظيمه اتحاد إيطاليا لكرة القدم، وكان عدد الأندية المشاركة فيه 48، وفاز فيه إيه سي ميلان.